# 甲府刑務所

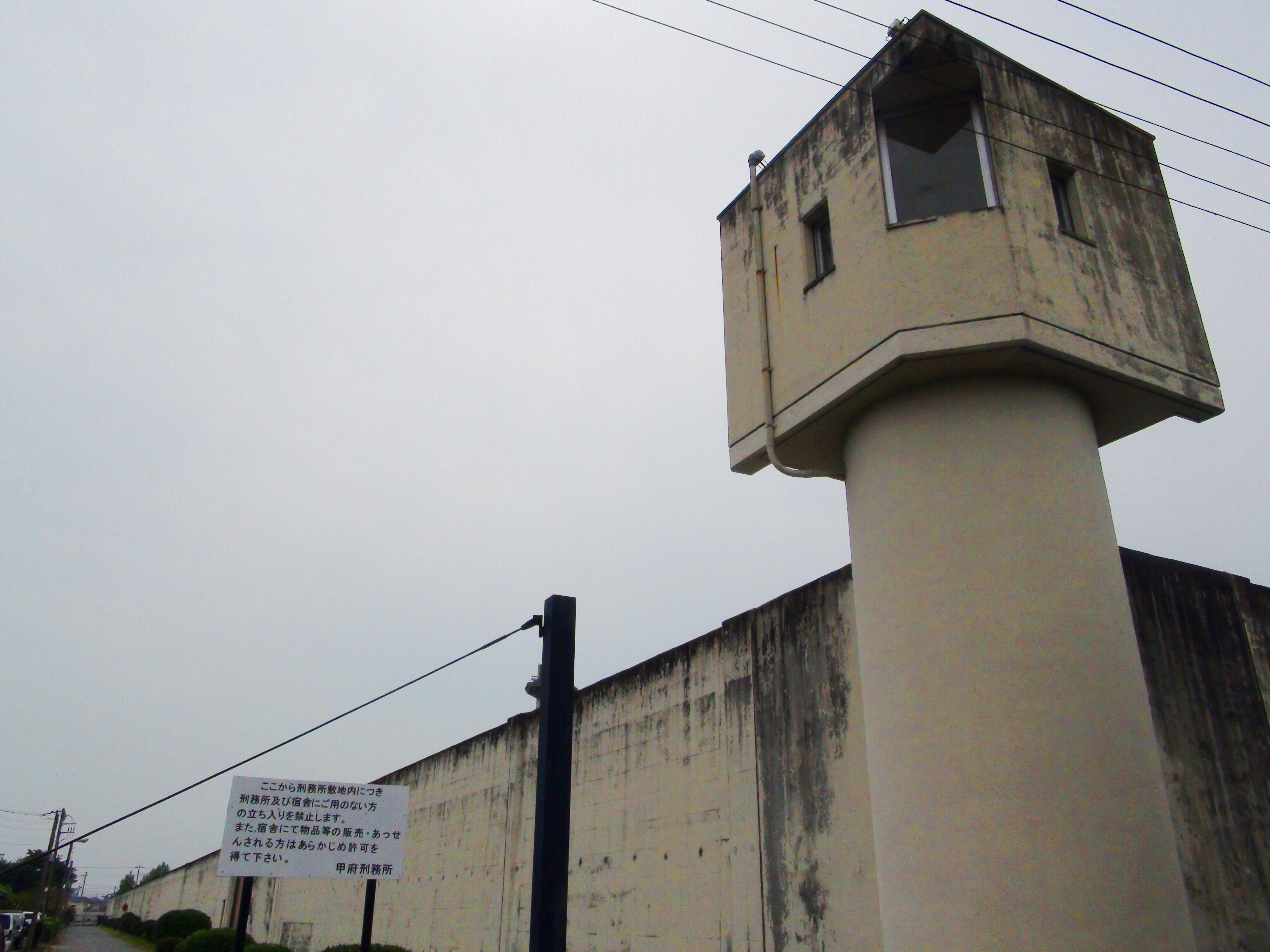
甲府刑務所 （2011年6月7日撮影）

甲府刑務所（こうふけいむしょ）は、法務省矯正局の東京矯正管区に属する刑務所。

## 所在地
- 〒400-0056　山梨県甲府市堀之内町500
  - 甲府駅南口3番乗り場より山梨交通バス57系統「後屋経由 山梨大学医学部附属病院」行きに乗車し、「高室入口」バス停下車。徒歩約5分。

## 収容分類級
- 収容分類級はB級

再犯者(26歳以上で刑期8年未満)の短期処遇を目的とした男子刑務所である。
被収容者は覚せい剤等の薬物乱用者と窃盗犯の累犯者が6割を占め、外国人収容者も1割以上を占める。暴力団関係者も多数収容されている。

## 収容定員
- 約600名（未決100名含む）

## 沿革

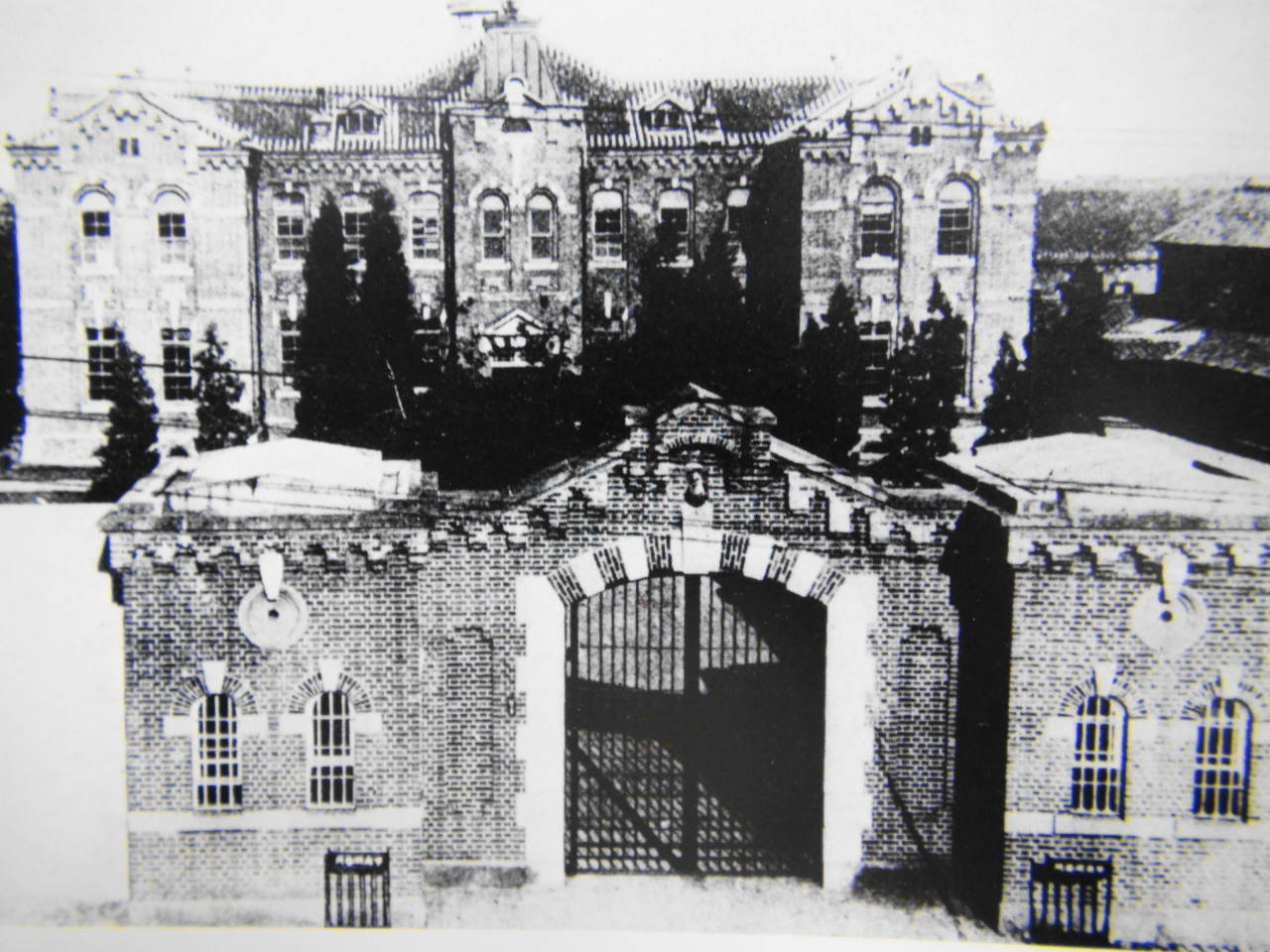
重厚なレンガ造りであった戦前の甲府刑務所（朝気地区にあった頃）1926年（大正15年）頃。

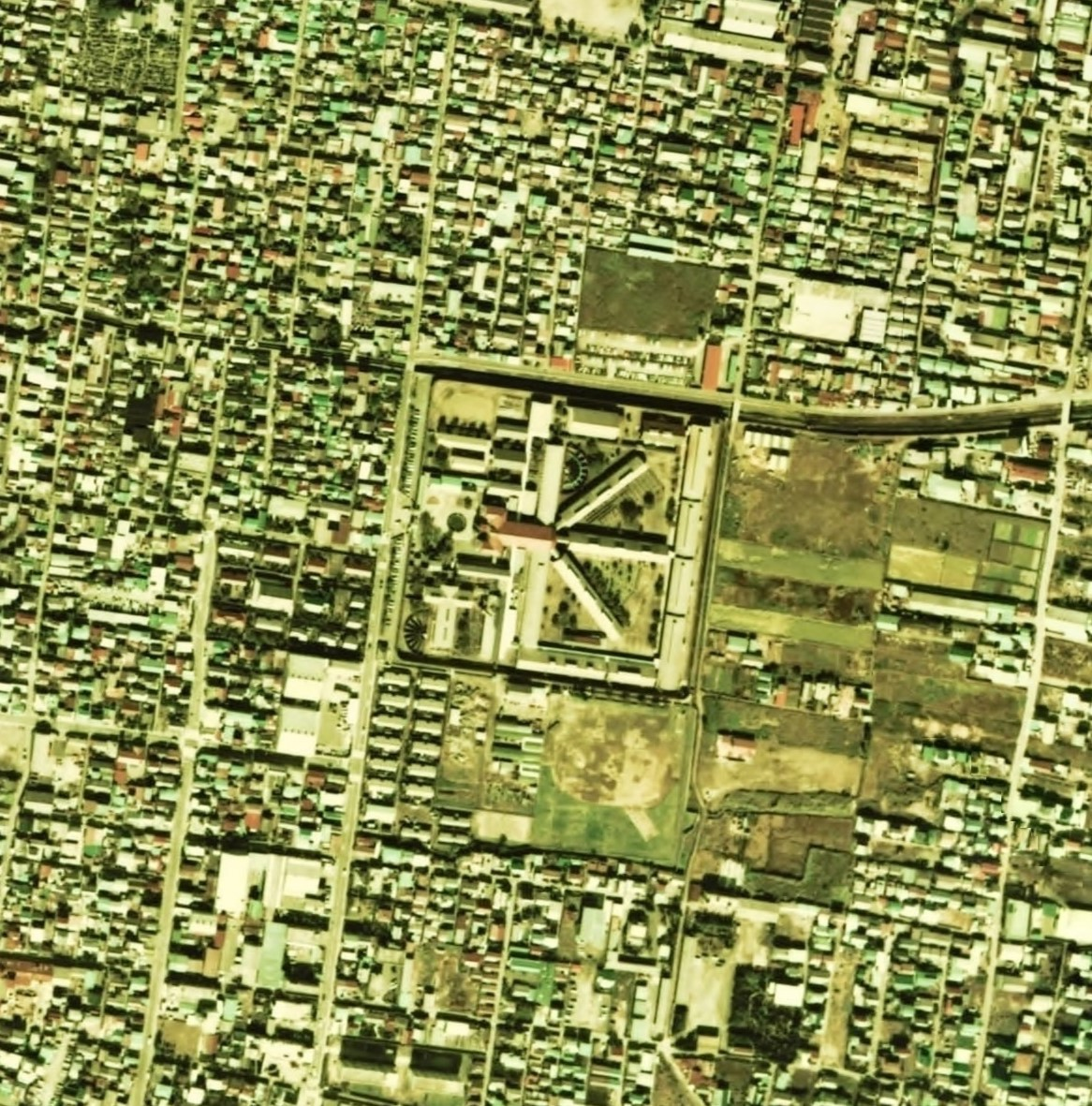
1975年撮影の空中写真。。

- 明治2年（1869年）5月：代官町（現在の甲府市相生）に徒刑場を設置
- 明治7年（1874年）12月：橘町（現在の甲府市丸の内）に移転。「甲府監獄署」と改称
- 明治45年（1912年）3月：里垣村（現在の甲府市朝気）に移転
- 大正11年（1922年）10月：「甲府刑務所」と改称
- 昭和20年（1945年）7月6日：甲府空襲により施設の大部分を焼失
- 昭和26年（1951年）：復旧工事竣工
- 昭和55年（1980年）4月：現在地に移転（跡地は甲府市立琢美小学校を経て、2011年（平成23年度）より甲府市立善誘館小学校）
- 昭和58年（1983年）2月：増築工事竣工

## 組織
所長の下に2部1課を持つ2部制である。
- 総務部（庶務課、会計課、用度課）
- 処遇部（処遇担当、企画担当）
- 医務課

## 外観・設備
- 敷地面積　約71,140m2
- 山梨県内唯一の行刑施設であり、支所を持たないために未決勾留者（刑事被告人）を収容するための拘置区を持つ。過剰収容状態が続いていたが、平成23年（2011年）末時点では収容定員を下回り、平成27年（2015年）末時点では収容率80％を切った[1][2]。
- 平成28年（2016年）10月から、所内の受刑者用グラウンドの一角に、密閉型工場として直径29m，高さ5mのエアドームを建て、その中に直径20mの栽培用円形水槽を設置し、水槽内の専用培養液に浮かぶフロート上で、最大1万5,000株のレタスを栽培している[3]。

## 特記事項
- 特色ある刑務作業として、応接セットの製作がある。各地の即売会でも好評。
- 社会復帰円滑化のためアーク溶接の技術指導施設がある。
- 映画「休暇」のロケーションで、塀の外周が、劇中の拘置所の塀として使われた。
- 平成28年(2016年)10月から、刑務作業としては初めてとなるレタスの水耕栽培作業を開始した[3]。